# ويلسون كليفلاند
ويلسون كليفلاند (بالإنجليزية: Wilson Cleveland)‏ هو منتج أفلام وكاتب سيناريو وممثل أمريكي، ولد في 4 يوليو 1974 في الولايات المتحدة. بدأ مشواره المهني سنة 2006، ومن الجوائز التي نالها جوائز ويبي سنة 2012 وجوائز ويبي سنة 2015 وجوائز ويبي سنة 2016 وجوائز ستريمي سنة 2013 وIAWTV Awards ‏ سنة 2013.

## أعمال

### مسلسلات
- البرتقالة المزعجة

## جوائز وترشيحات
جوائز
- جوائز ويبي (2012)
- جوائز ويبي (2015)
- جوائز ويبي (2016)
- جوائز ستريمي (2013)
- IAWTV Awards [الإنجليزية]‏ (2013)

ترشيحات
- جوائز ستريمي (2014)

## وصلات خارجية
- ويلسون كليفلاند على موقع IMDb (الإنجليزية)
- ويلسون كليفلاند على موقع ألو سيني (الفرنسية)
- ويلسون كليفلاند على موقع قاعدة بيانات الفيلم (الإنجليزية)
- ويلسون كليفلاند على موقع كينوبويسك (الروسية)